# Godfried van Forcalquier
Godfried van Forcalquier soms ook Godfried II van Provence genoemd en bekend onder de naam Josfred (overleden op 13 februari 1067) was van 1051 tot aan zijn dood graaf van Provence en graaf van Forcalquier. Hij behoorde tot het huis Provence.

## Levensloop
Godfried was de zoon van graaf Fulco van Provence en diens echtgenote Hildegard. 
Na de dood van zijn vader in 1051 erfde hij het graafschap Provence. Hij regeerde samen met zijn nicht Emma, zijn oom Godfried I en zijn broer Bertrand I en later ook nog met zijn neef Bertrand II. Godfried kreeg in 1054 van zijn oom het graafschap Forcalquier als eigen regeringsgebied toegewezen, tezamen met zijn broer Bertrand I. 
Godfried was gehuwd met Ermengard. Uit dit huwelijk zijn geen kinderen bekend. Hierdoor werd hij na zijn dood als graaf van Forcalquier opgevolgd door zijn nicht Adelheid, de dochter van zijn broer Bertrand I.